# Схвилиси
Схвилиси (груз. სხვილისი, арм. Սուխլիս) — армянское село на юге Грузии в Ахалцихском муниципалитете близ города Ахалцихе региона Самцхе-Джавахети. Было основано армянами, приехавшими в 1830 году из Эрзурума под предводительством архиепископа Карапета Багратуняна.

## Общие сведения
Село расположено на правом берегу реки Поцховисцхали в 4 км от города Ахалцихе. Через село проходит автодорога М8 и железнодорожная магистраль Вале-Тбилиси. Имеется школа, получившая в 2006 году новое здание, действующий армяно-католический храм, один из двух функционировавших во всей Грузии в советское время. 3 апреля 2013 года открылся детский сад.
14 ноября 1853 года после Ахалцихского сражения под Суфлисом и самом селе происходили бои между русскими и османскими войсками. Неподалеку от главной сельской школы находится братская могила русским герям, которые пали во время Ахалцихского сражения в 1853 году. В советское время к могиле приносили цветы советские пограничники, охранявшие советско-турецкую границу. После распада СССР могила стала менее заметной.
В 1939 году были заложены опытные виноградники".

## Население
По переписи населения на 2002 год в селе проживало 1614 человек. По данным переписи 2014 года, проведённой департаментом статистики Грузии, в селе живёт 1033 человека, из которых 500 мужчин и 533 женщины. В национальном составе преобладают армяне 96,4 %, остальные 3,0 % — грузины Среди грузин — переселенцы из села Двири.

## Известные уроженцы
- Советский дипломат Погос Акопов
- Президент общественной организации «Джавахская диаспора России» Агаси Арабян[14] [15] [16] [17] [18]